# Forêt des Annassers
La forêt des Annassers ou forêt des Zouatènes  est une forêt située à El Madania dans la région de la Mitidja, dans la wilaya d'Alger. Cette forêt est gérée par la Conservation des forêts d'Alger (CFA) sous la tutelle de la Direction générale des forêts (DGF).

## Localisation
La forêt des Annassers est située à 18 kilomètres à l'est d'Alger, à 70 kilomètres à l'est de Tipaza et à 4 kilomètres de la Mer Méditerranée. Elle est localisée dans la commune d'El Madania dans la Mitidja de la basse Kabylie.

## Présentation
La forêt des Annassers est régie par le décret no 84-45 du 18 février 1984, modifié et complété par le décret no 07-09 du 11 janvier 2007.

## Historique

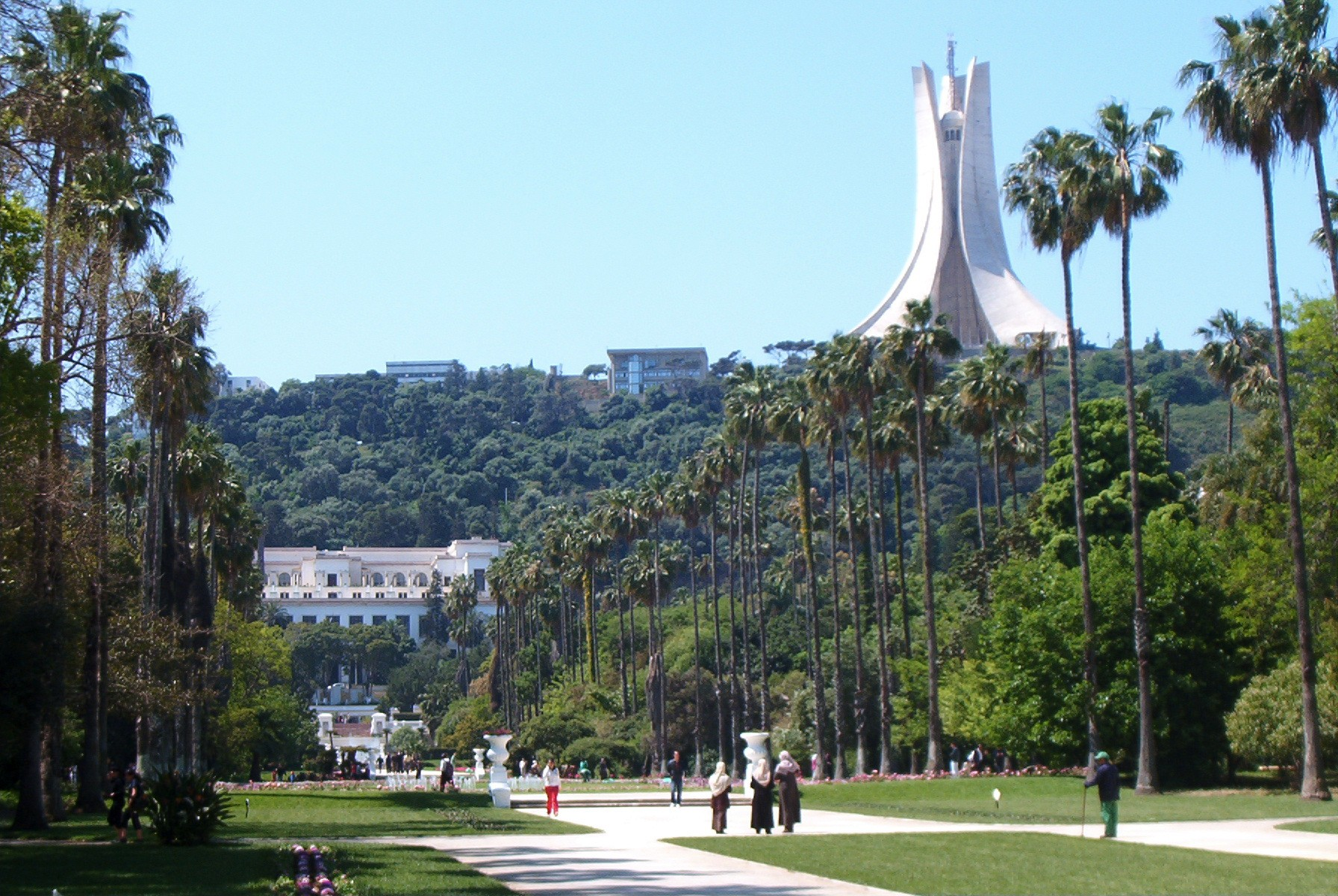
Le Jardin d'essai du Hamma et le Mémorial du martyr.

L'ancien bois des Annassers a été englouti par l'expansion urbaine d'Alger pour n'y laisser que quelques hectares de surface boisée. En effet, la dilapidation de cet espace vert a été suivie par sa transformation en un terrain urbanisable, et la déprédation de cette parcelle de terre a réduit considérablement l'étendue de cet espace commun. Cette forêt, du fait de sa position stratégique, est bordée par de nombreuses institutions dont le téléphérique d'El Madania, le métro d'Alger, le palais de la culture Moufdi Zakaria, l'hôpital psychiatrique Drid Hocine, le Ministère des Affaires étrangères, le Jardin d'essai du Hamma et le Mémorial du martyr.

## Description

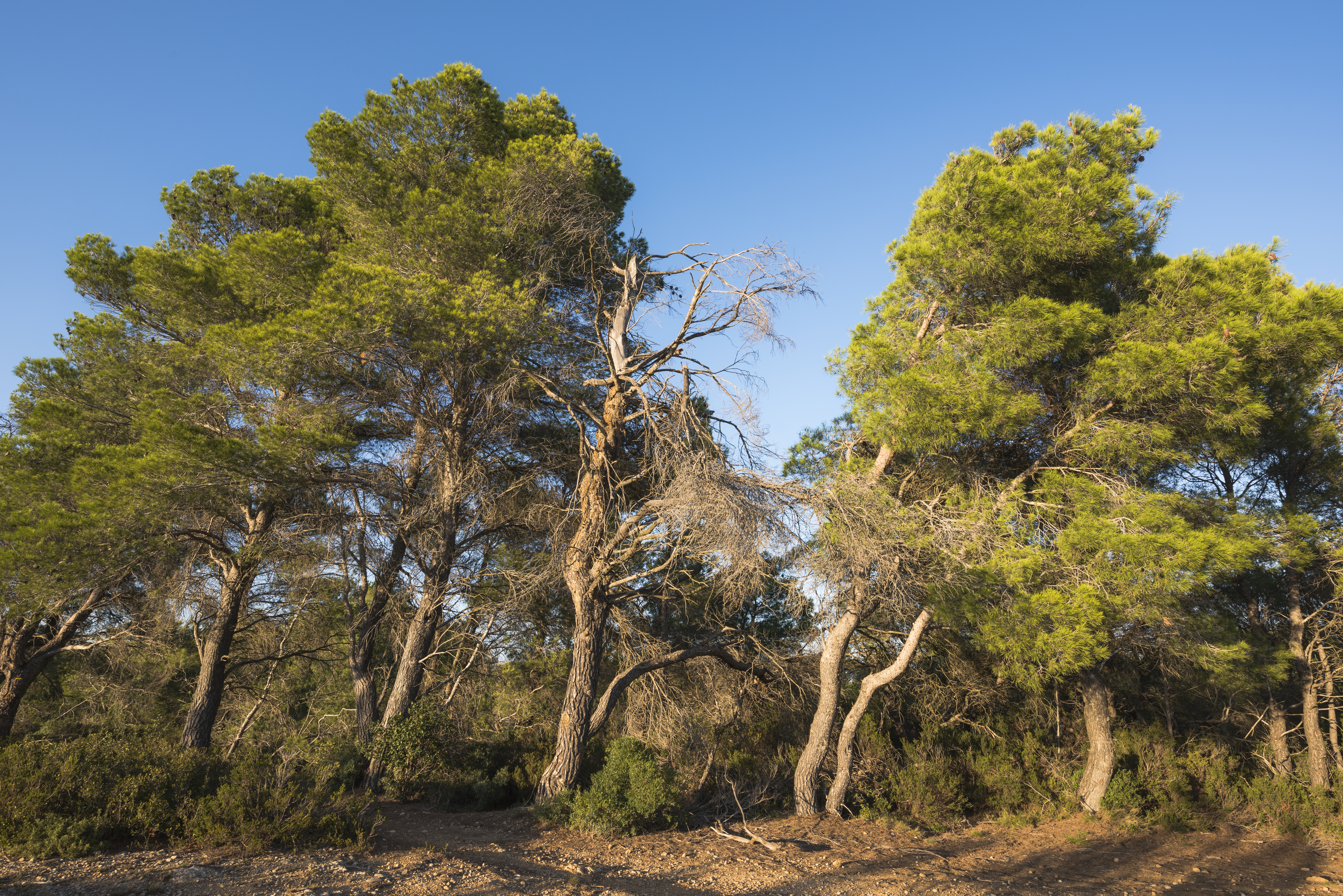
Pinède de pin d'Alep.

La forêt est située sur le site boisé du plateau des Annassers. Cette petite forêt de dizaines d'arbres de pin d’Alep est un espace à vocation récréative. Le bois comptait, avant sa déforestation, une centaine d'arbres centenaires. Les incendies ont détruit des dizaines d'arbres dont plus de 80 ont été brûlés depuis 2009.

## Faune
La faune est riche en diversité zoologique, ornithologique et entomologique.

### Mammifères

#### Hérisson d'Algérie
On rencontre le hérisson d'Algérie (Atelerix algirus') dans cette forêt algéroise. C'est un hérisson à ventre blanc vivant dans les régions côtières d'Algérie. Il est de couleur pâle et pèse de 700 à 950 g. Ce hérisson est une espèce protégée sur tout le territoire algérien.

#### Lapin de garenne

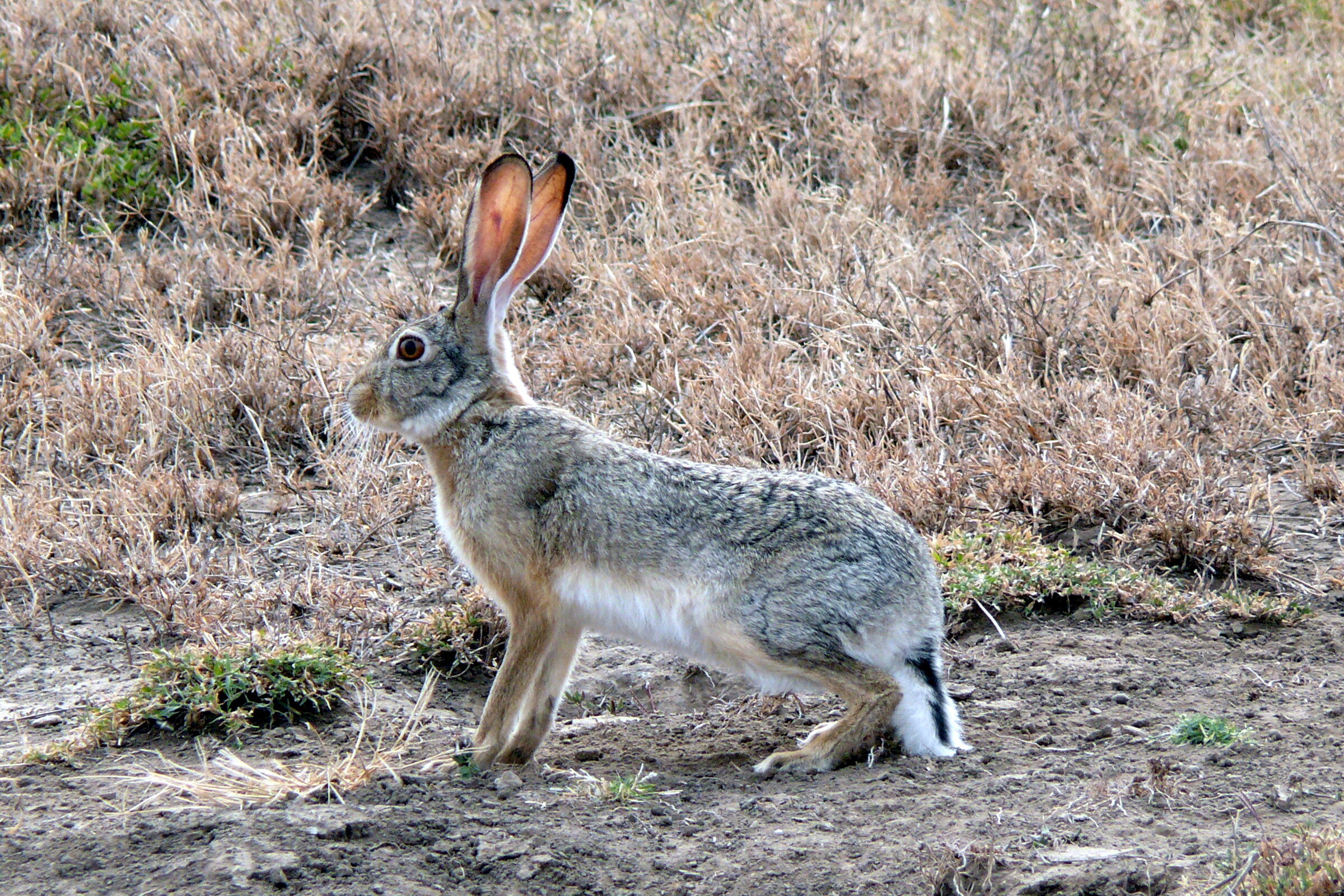
Lièvre du Cap

Le lapin de garenne (Oryctolagus cuniculus) est un mammifère lagomorphe ; les effectifs sauvages sont communs en Algérie mais en déclin.

#### Lièvre du cap
Le lièvre du Cap (Lepus capensis) est un rongeur.

#### Sanglier
Le sanglier (Sus scrofa) colonise quasiment tous les habitats au niveau de cette forêt. Lorsque le sol est humide, cet animal retourne la terre grâce à ces forts butoirs à la recherche d’invertébré et les racines des plantes. Sa longévité varie entre 8 et 10 ans.